# Staatsrat
Staatsrat, formelt Staatsrat der DDR, var det højeste politiske organ i DDR. Gennem en ændring af landets forfatning i 1960 blev rådet de jure landets kollektive ledelse, om end formanden for rådet de facto var statsoverhoved. Resten af rådets medlemmer havde praktisk talt ingen indflydelse, og i forhold til diplomatiet var den kollektive ledelse problematisk.
Rådet bestod af formanden, dennes næstformænd, en sekretær og 16 menige medlemmer. Medlemmerne blev alle valgt af Volkskammer for fem år. Ifølge paragrafferne 66-75 i landets forfatning indebar Staatsrats officielle forpligtelser at udskrive valg til Volkskammer, at udpege medlemmer til sikkerhedsrådet Nationale Verteidigungsrat samt at give benådninger og amnestier, ratificere traktater og uddele hædersbevisninger. Endelig stod Ministerrat til ansvar over for Statsraat.
Efter det første (og sidste) frie valg til Volkskammer den 5. april 1990 ændrede Volkskammer forfatningen, således at paragraf 66-75 røg ud, hvorved Staatsrat blev afskaffet. Posten som statsoverhoved blev overtaget af formanden for Volkskammer, Sabine Bergmann-Pohl (CDU).

## Formænd for Staatsrat
| Navn            | Tiltrådte          | Fratrådte        | Politisk parti |
| --------------- | ------------------ | ---------------- | -------------- |
| Walter Ulbricht | 12. september 1960 | 1. august 1973   | SED            |
| Willi Stoph     | 3. oktober 1973    | 29. oktober 1976 | SED            |
| Erich Honecker  | 29. oktober 1976   | 24. oktober 1989 | SED            |
| Egon Krenz      | 24. oktober 1989   | 6. dezember 1989 | SED            |
| Manfred Gerlach | 6. december 1989   | 5. april 1990    | LDPD           |